# 八面體半形
在抽象幾何學中，八面體半形是正八面體的多面體半形，即由一半數量的正八面體面構成的抽象多面體。這個抽象多面體與正八面體類似，它們的每個頂點都是4個三角形的公共頂點，正八面體有8個面，對應的多面體半形僅有4個面；同時，這個立體無法嵌入在三維歐幾里得空間中。

## 性質
八面體半形是一個不可定向的幾何結構，由四個面、六條邊和三個頂點組成，其中4個面都是三角形，每個頂點都是4個三角形的公共頂點，在施萊夫利符號中可以用{3,4}3表示。八面體半形的皮特里多邊形同樣為三角形，因此八面體半形的皮特里對偶同樣為八面體半形，是一個自身皮特里對偶的多面體。
八面體半形的對偶多面體為立方體半形，立方體半形的對稱性與八面體半形相同，皆為24階的S4對稱群。
八面體半形可被視為是一種影射多面體，可視為由四個三角形構成的實射影平面鑲嵌，要將其視覺化，可以透過將射影平面構築為一個半球體，其邊界上的對蹠點連結了半球體，並將半球體分成了四等分，簡單來說就是將正八面體的點皆與對蹠點相對應的幾何結構。八面體半形也可看成是一個沒有底面的正四角錐，即正八面體的一半。
八面體半形可以對稱地表示一個六邊形或一個正方形的施萊格爾圖：
它有著一些特殊的特性：每對頂點之間連接著兩條不同的邊，即每兩個頂點圍成了一個二角形。

## 相關多面體
立方體半形是正多面體的半形體之一，其他也是正多面體的半形之結構有：
| 立方體半形 | 八面體半形 | 十二面體半形 | 二十面體半形 |

八面體半形可以被截半為截半立方體半形，其為一種擬正則地區圖（quasiregular map）。四面半六面體可以視為截半立方體半形浸入三維空間所形成的立體。

## 外部連結
- .   [2017-07-29]. （原始内容存档于2016-03-04）.